# Israpport
Israpport är ett meddelande som beskriver aktuella isförhållanden på vatten som är eller normalt är istäckta. Det används framförallt inom sjöfart och långfärdsskridskoåkning. Verksamheten runt israpporter samt regelbunden utsändning av israpporter benämns israpportering.
För sjöfartens skull sammanställs information huvudsakligen från satellitbilder och stationer som mäter ytvattentemperatur. Även isbrytare gör isobservationer. Det organ som samlar in observationerna skickar sedan en israpport, oftast via radio eller Internet. I Finland kommer israpporter för Östersjön från Havsforskningsinstitutet. I Kanada är Environment Canada ansvarig för israpporter i kanadensiska vatten. I Sverige är det SMHI som ansvarar för insamling av isobservationer och utsändning av israpporter. Även Stockholm Radio erbjuder israpporter. I Sverige sker israpportering för hela kuststräckan samt Vänern och Mälaren.
Inom långfärdsskridskoåkning har större föreningar särskilda israpportörer som på olika sätt samlar in isobservationer som meddelas föreningens medlemmar genom israpporter. Dessa israpporter läses in som utgående meddelande på telefonsvarare samt skickas via e-post. Ibland innehåller även israpporten en prognos för framtida isläge. Israpporten är en viktig grund planering av klubbens och medlemmarnas privata utfärder följande dag. Skridskonätet är ett viktigt verktyg för israpportörer. Där kan medlemklubbars medlemmar lägga in isobservationer och här läggs även olika klubbars israpporter ut. Inom långfärdsskridskoåkning förekommer även namnet isnytt för israpport.
Israpport är också namnet på en diktsamling av Werner Aspenström.